# 八路军三漳口会议旧址
八路军三漳口会议旧址，位于山西省长治市襄垣县西营镇城底村，是一处山西省文物保护单位。
2021年8月4日，八路军三漳口会议旧址公布为第六批山西省文物保护单位，年代为1941年，近现代重要史迹及代表性建筑类，编号6-337。